# ボッキディウム・チンチンナブリフェルム
ボッキディウム・チンチンナブリフェルム（Bocydium tintinnabuliferum）は、カメムシ目ツノゼミ科の昆虫。
1832年、ルネ＝プリムヴェール・レッソンによって記載された。種小名の由来はラテン語で「鈴」の意がある“tintinnabulum”に「…を持つ」の意がある接尾辞“-fer”を合わせたもの。

## 分布
ブラジルのバイーア州、エスピリトサント州（Conceição da Barra, Santa Teresa）、リオデジャネイロ州から知られている。

## 形態
全長5ミリメートル。近縁種のマルヨツコブツノゼミB. globulareに似ているが、いくつかの特徴により区別出来る。黒い前胸（第一胸節）には特異な形状の突起した構造物がある（この構造物が何の役に立つか、説明できた者はいない）。それは頭部の真上に少し湾曲しつつ立ち上がる柱状の部分と、その先端に付属する5本の枝分かれした部分で構成される。前方に向かって2本の枝分かれがあるが、その先端には小さな球状の構造物がある。横向きに2本の枝分かれがあるが、その途中に小さな球状の構造物があり、先端は尖っている。後方にむかう1本の枝分かれは正中線に沿って腹部を越えて延び、その先端は尖っている。この構造物全体は光沢のある黒色である。褐色の鞘翅は長方形に近く、オレンジ色の腹部には黒色の細かい斑点がある。肢は黄色。メスの亜生殖板は2葉に分かれ、オスでは細長く外側に湾曲する。

## 生態
不完全変態を行う。本種は単独で生活し、若虫および成虫は葉の裏に生息し、樹液を吸収する。夜間、成虫は人工光源に誘引される。詳しい生態はよくわかっていない。

## 近縁種
本種を含むBocydium属は南米に分布し、いずれも奇妙な形態を持つツノゼミとして知られている。属名の由来は、一説としてギリシア語で「素早い」を意味する“ōkys”と指小辞“-idium”。この説における語頭の“B”は発音上の都合または意味を強めるために挿入したものと考えられている。一方で「牛」の意がある“βοῦς”と「装飾」の意がある“κύδος”に由来するとする説もある。
Bocydium属の模式種はB. globulare (= Centrotus globularis Fabricius, 1803) であり、1999年までに15有効種が知られている。2017年に新種として6種が記載された。
- Bocydium amischoglohum Sakakibara, 1981[5]
- Bocydium anisobullatum Sakakibara, 1981[5]
- Bocydium astilatum Richter, 1955[5]
- Bocydium bilobum Flórez-V, 2017[3] ホソヨツコブツノゼミ[10]
- Bocydium bulliferum Goding, 1930[3]
- Bocydium duoglobum Cryan, 1999[5]
- Bocydium germarii Guérin-Méneville, 1844[5]
- Bocydium globulare (Fabricus, 1803)[5] ヨツコブツノゼミ[10]、マルヨツコブツノゼミ[7]（英: globe-bearing treehopper[11]）
- Bocydium globuliferum (Pallas, 1766)[5]
- Bocydium hadronotum Flórez-V, 2017[3]
- Bocydium mae Flórez-V, 2017[3]
- Bocydium nigrofasciatum Richter, 1955[5]
- Bocydium racemiferum Sakakibara, 1981[5]
- Bocydium rufiglobum Fairmaire, 1846[5]
- Bocydium sakakibarai Flórez-V, 2017[3]
- Bocydium sanmiguelense Flórez-V, 2017[3]
- Bocydium sexvesicatum Sakakibara, 1981[5]
- Bocydium sphaerulatum Sakakibara, 1981[5]
- Bocydium tatamaense Flórez-V, 2017[3]

## 人との関わり
学名のカタカナ表記が下ネタであるとして各所で話題になることがある。2020年10月12日に放送された『つボイノリオの聞けば聞くほど』に、一人のリスナーからお便りが寄せられたが、つボイノリオはこの学名をいたく気に入った様子ではしゃいだ。2022年、神尾晋一郎は自らが出演したイベントでこの学名について知り、同年8月31日の『サクラバシ919』の放送で、「言い間違えると危険な言葉が連発している」と衝撃を受けたと話した。
『ダーウィンが来た! 』のコーナー・「マヌールのゆうべ」に、ヨツコブツノゼミをモチーフにしたキャラクター「ツノミン」が登場する。